# レンフェ130系
レンフェ130系（スペイン語：Serie 130 de Renfe）またはタルゴ250 (Talgo 250) はレンフェ (Renfe) が所有する軌間可変動力集中方式を採用した高速鉄道車両である。軌間変換装置を通過することによって停車することなく、走行する軌道に合わせて軌間が変更できるタルゴのシステムを採用している。
先頭部のデザインからタルゴ350共々アヒルに形容されることから、現地の鉄道ファンの間では「パト」（スペイン語で「アヒル」の意味）と呼ばれている。

## 運用
130系編成はボンバルディア・トランスポーテーションで製造された両端の動力車2両とタルゴ社で製造された中間のタルゴ VII (Talgo VII) 連接客車12両で組成され、Renfe在来線の広軌（1,668mm）区間と高速新線の標準軌（1,435mm）区間双方の走行に対応している。先頭部は二分割する連結器カバーが設けられ、密着連結器が格納されている。これによって輸送量に応じた編成の増減が可能となっている。
レンフェでは130系を45編成導入している。最初の2編成は2006年末に受領し、2007年9月6日に営業運転に投入された。これはスペイン国内で新たに開業した高速新線に対応したもので、従来の252形機関車牽引による最高速度220km/hの高速新線乗り入れ列車を250km/hに向上させ長距離での所要時間を短縮し鉄道輸送のサービスをより高いものに改善する目的があった。2010年時点では、マドリード - バリャドリッド間の高速新線を経由しヒホンまでの系統などに導入されている。
編成出力は高速新線の交流25,000Vでは4,800kW、最高速度は250km/h、在来線の直流3,000Vでは4,000kW、最高速度は220km/hである。客車部分は低重心などタルゴ型客車の特性がそのまま生かされている。
今後2010年までに、101系で運転されているユーロメッドについても本系列によって置き換えられる予定である。

## ハイブリッド列車730系

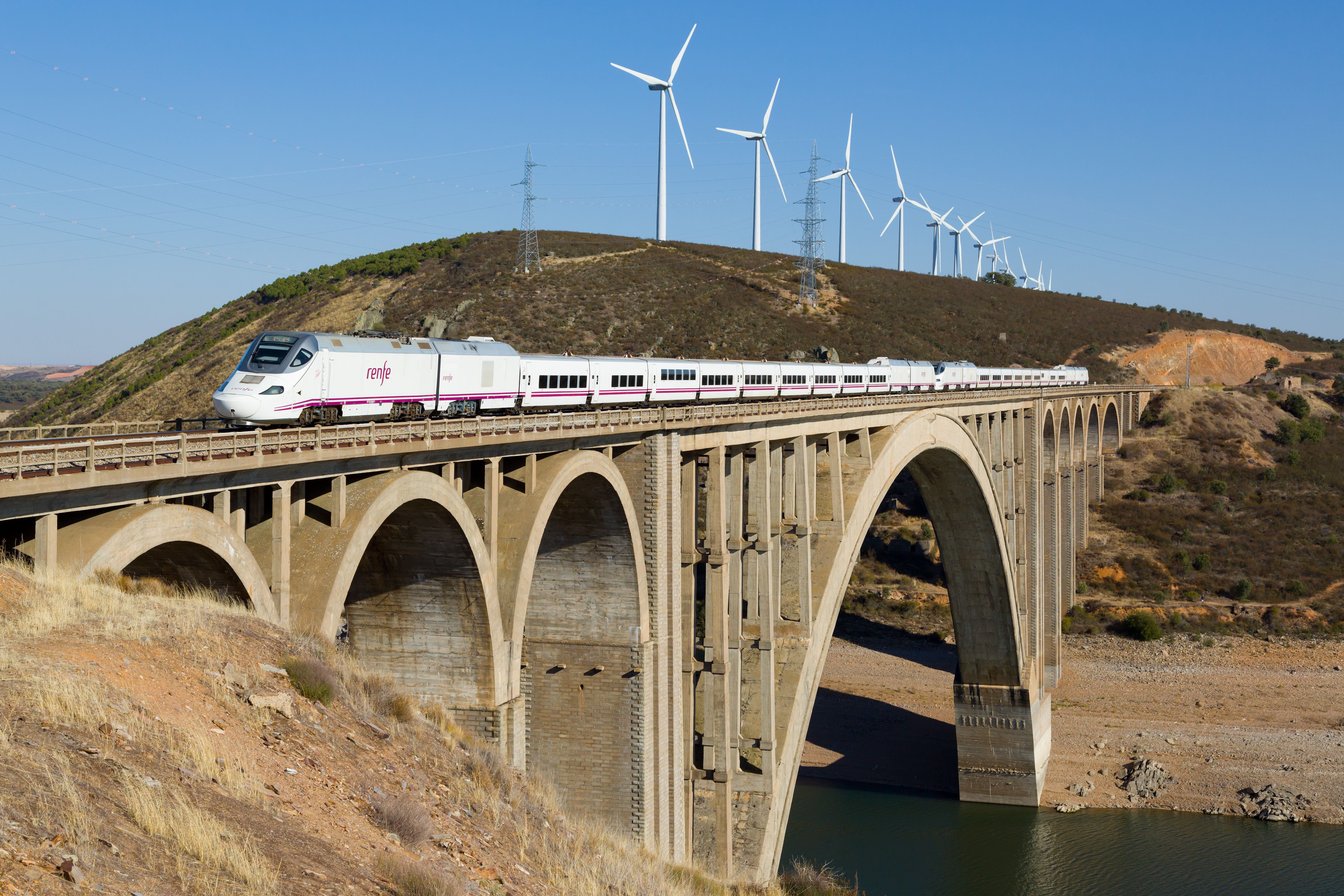
レンフェ730系

レンフェは、高速鉄道専用線が未完成の地方へも高速鉄道サービスを行き渡らせるため、電力とディーゼルの両方の動力を用いることができるハイブリッド列車の導入を決めた。2009年に発表されたところによれば、130系のうち15編成を電気機関車と電気式ディーゼル機関車としての機能を持ち合わせたハイブリッド車両へと改造し、2012年にマドリードとムルシアおよびマドリードとガリシア方面を結ぶ非電化区間を含む路線に導入することになっている。改造を施した130系は、前後の動力車（電気機関車）の次位にMTU 12V4000R43L エンジン（それぞれ出力は1.8MW）を2基搭載した電源車を併結し、運転席からのモード切替によって動力車に給電を行う。ディーゼルモードでの最高速度は180km/hとなる。タルゴおよびボンバルディアが計7800万ユーロでこの契約を受注した。
当初は130H系（S130H）というコードネームが与えられていたが、後に730系（S730）へと変更された。730系は、2012年6月17日、マドリード-ガリシア地方間と、アリカンテ-マドリード-ガリシア地方間での運転を開始し、所要時間を最大で57分短縮した。しかし、2013年7月24日に730系のうち1編成がサンティアゴ・デ・コンポステーラ列車脱線事故を起こしている。

## さらに高速の試作列車
レンフェは130系を元にして、軌間可変機構を搭載し、なおかつ最高速度が250km/hを超える新型列車の開発に取り掛かっている。

## ウズベキスタンからの受注
ウズベキスタン鉄道（Uzbekistan Temir Yollari）は2009年、タシュケント・サマルカンド高速鉄道に導入するためにタルゴ社等に130系（タルゴ250）を発注した。2011年7月より2編成が順次ウズベキスタン側に引き渡され、2011年10月に「アフラシャブ号 (Afrosiyob)」という列車名で営業運行を開始した。